# Phoroncidia tina
Phoroncidia tina är en spindelart som beskrevs av Claude Lévi 1964. Phoroncidia tina ingår i släktet Phoroncidia och familjen klotspindlar. Inga underarter finns listade i Catalogue of Life.